# Beylikdüzü
Beylikdüzü è un distretto e un comune soggetto al comune metropolitano di Istanbul. È situato sulla parte europea della città.